# Włókna (Rudziczka)
Włókna (również Włókno, niem. Siebenhuben) – dawna wieś, obecnie część wsi Rudziczka w Polsce położona w województwie opolskim, w powiecie prudnickim, w gminie Prudnik. Historycznie leży na Górnym Śląsku, na ziemi prudnickiej.
W latach 1975–1998 część wsi położona była w województwie opolskim.

## Historia

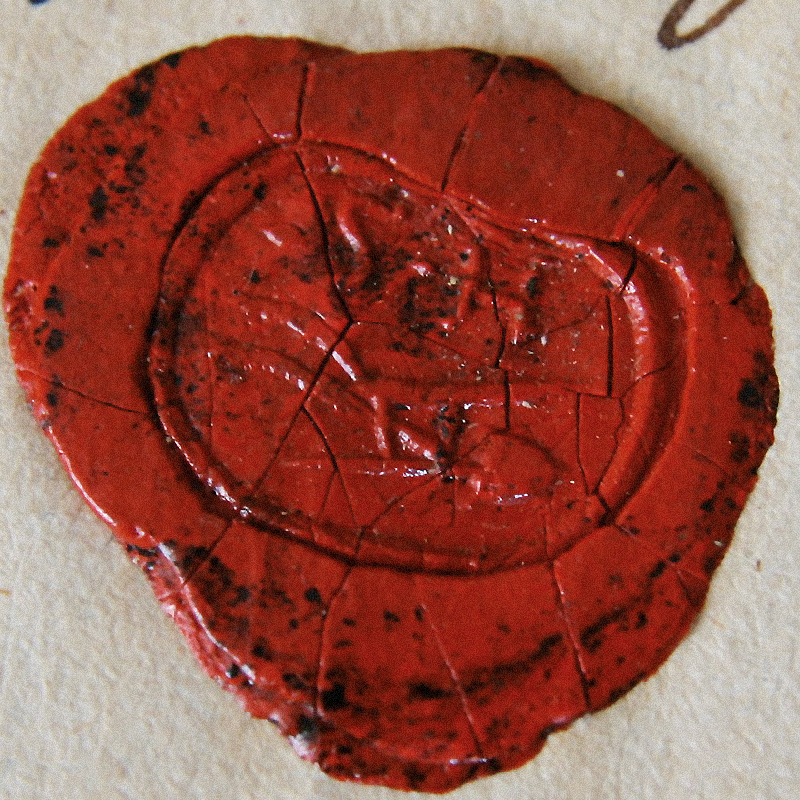
Pieczęć Włókien (1722)

Pierwsza wzmianka o Włóknach pochodzi z 1534. Została założona w formie łańcuchówki. Królewna polska Izabela Jagiellonka, pani księstwa opolskiego, na mocy dokumentu wystawionego 28 sierpnia 1554 w Warszawie, zatwierdziła zastępcy prudnickiego starosty Hansowi Brendelowi von Tilsenstein posiadanie działki rolnej we Włóknach. W 1562 Rada Miejska Prudnika wzięła Włókna w zastaw, a w 1597 nabyłe je na własność. Jednakże już rok później – 13 marca 1598 – ze względu na zadłużenie była zmuszona do sprzedaży Włókna, Mieszkowic i Rudziczki Joachimowi Mettichowi, panu na zamku w Łące Prudnickiej.

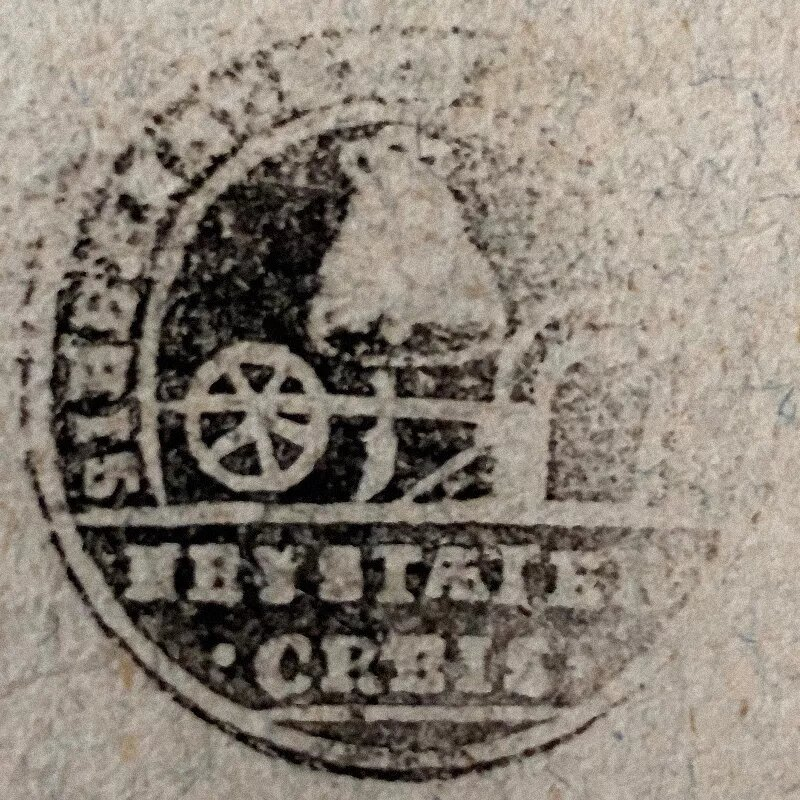
Pieczęć Włókien (1822)

Wieś posiadała swoją własną pieczęć, która przedstawiała pług skierowany w prawo (na odcisku z 1722 w lewo), a nad nim dzwon. Do 1742 wieś należała do powiatu sądowego prudnickiego w Monarchii Habsburgów. Po I wojnie śląskiej znalazła się w granicach Królestwa Prus i weszła w skład powiatu prudnickiego w prowincji Śląsk. W 1861 Włókna liczyły 43 domy mieszkalne i 3 zabudowania rolnicze. Początkowo Włókna należały do obszaru parafialnego kościoła ewangelickiego w Szybowicach. W 1902 szybowicka parafia uległa podziałowi, w związku z czym Włókna weszły w skład parafii w Mieszkowicach. Na początku XX wieku we Włóknach mieszkało 80 luteranów. Od 1896 miejscowi katolicy należeli do parafii św. Anny w Niemysłowicach.

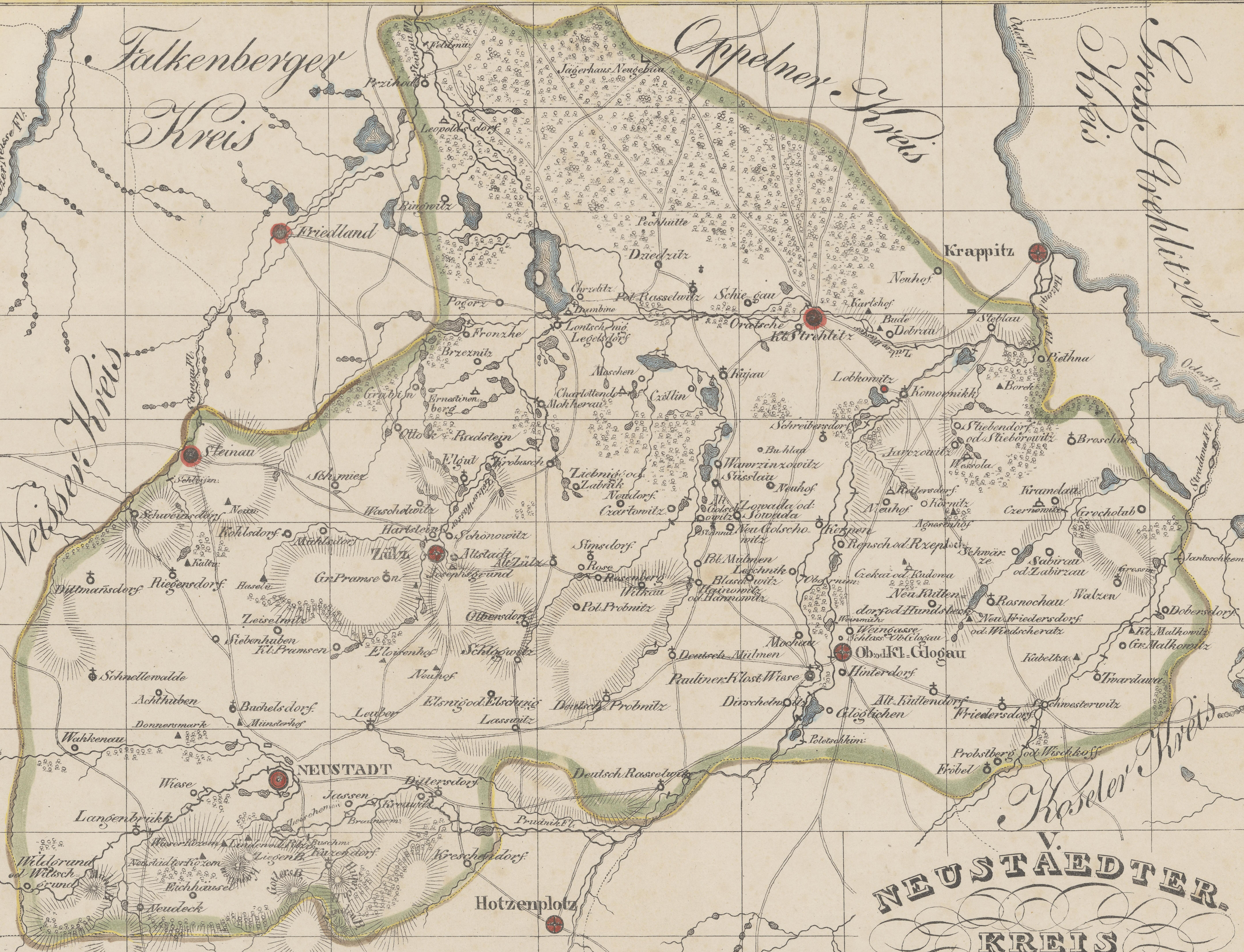
Włókna (Siebenhuben) wśród miejscowości ziemi prudnickiej na mapie z XIX wieku

Pod koniec XVIII wieku, miejscowa rodzina Thienel wzniosła we Włóknach kapliczkę jako wotum dziękczynne za narodzenie dziecka mimo późnego wieku rodziców.

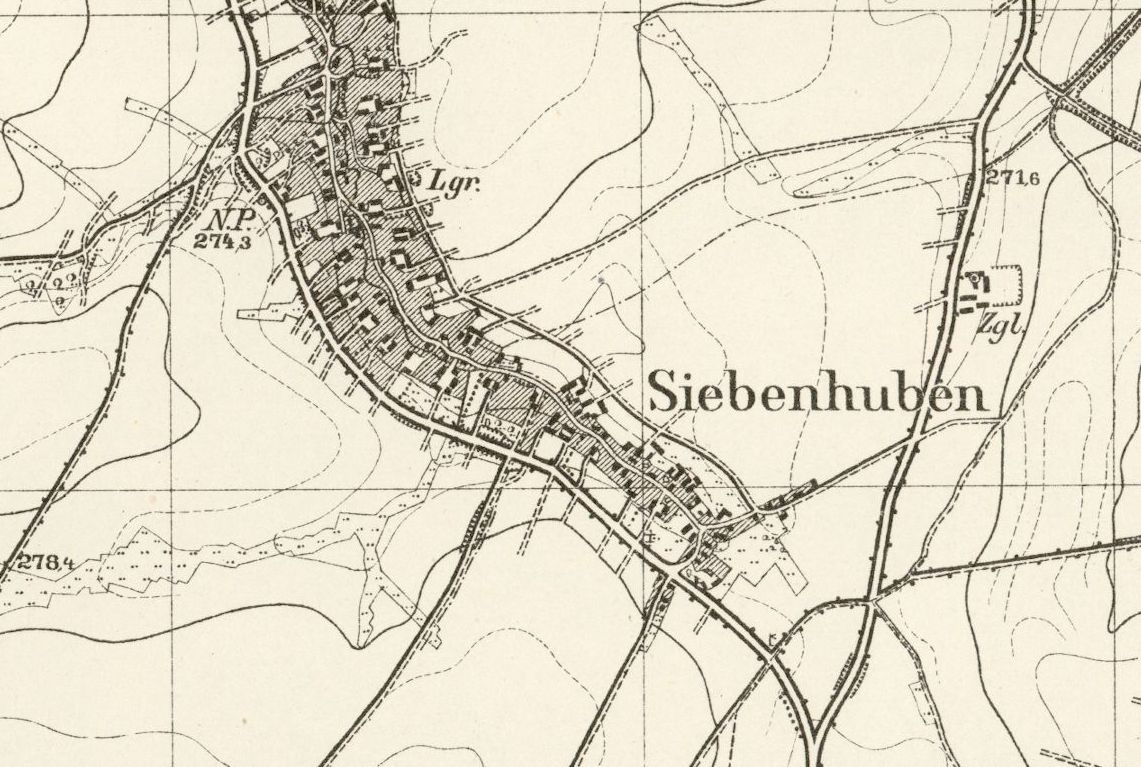
Włókna na mapie z 1930

Podczas I wojny światowej zginęło 6 mieszkańców wsi. Ich nazwiska zostały uwzględnione na pomniku wojennym w pobliskiej Rudziczce. Według spisu ludności z 1 grudnia 1910, na 240 mieszkańców Włókien wszyscy posługiwali się językiem niemieckim. W 1921 w zasięgu plebiscytu na Górnym Śląsku znalazła się tylko część powiatu prudnickiego. Włókna znalazły się po stronie zachodniej, poza terenem plebiscytowym. W 1933 były zamieszkiwane przez 252 osoby. Miejscowość została włączona do Rudziczki 1 kwietnia 1939.
Po II wojnie światowej, od marca do maja 1945 powiat prudnicki znajdował się pod kontrolą radzieckiej komendantury wojskowej. 11 maja 1945 polska administracja przejęła władzę cywilną w powiecie prudnickim. Wówczas we Włóknach została osiedlona część polskich repatriantów z Kresów Wschodnich. Niemieckojęzyczna ludność została wysiedlona na zachód. 1 czerwca 1948 ustalono polską nazwę miejscowości – Włókna.
Jako integralna część Rudziczki, w latach 1945–1950 Włókna należały do województwa śląskiego, a od 1950 do województwa opolskiego. W latach 1945–1954 należały do gminy Rudziczka, a w latach 1954–1972 do gromady Rudziczka.
W czerwcu 2005 wyremontowana została dzwonnica we Włóknach. Uroczystość poświęcenia obiektu odbyła się 19 czerwca 2005. Uczestniczyli w niej dawni, niemieccy mieszkańcy Włókien i Rudziczki.

## Liczba mieszkańców wsi
- 1871 – 275[31]
- 1885 – 269[32]
- 1905 – 231[33]
- 1933 – 252[26]

## Zabytki

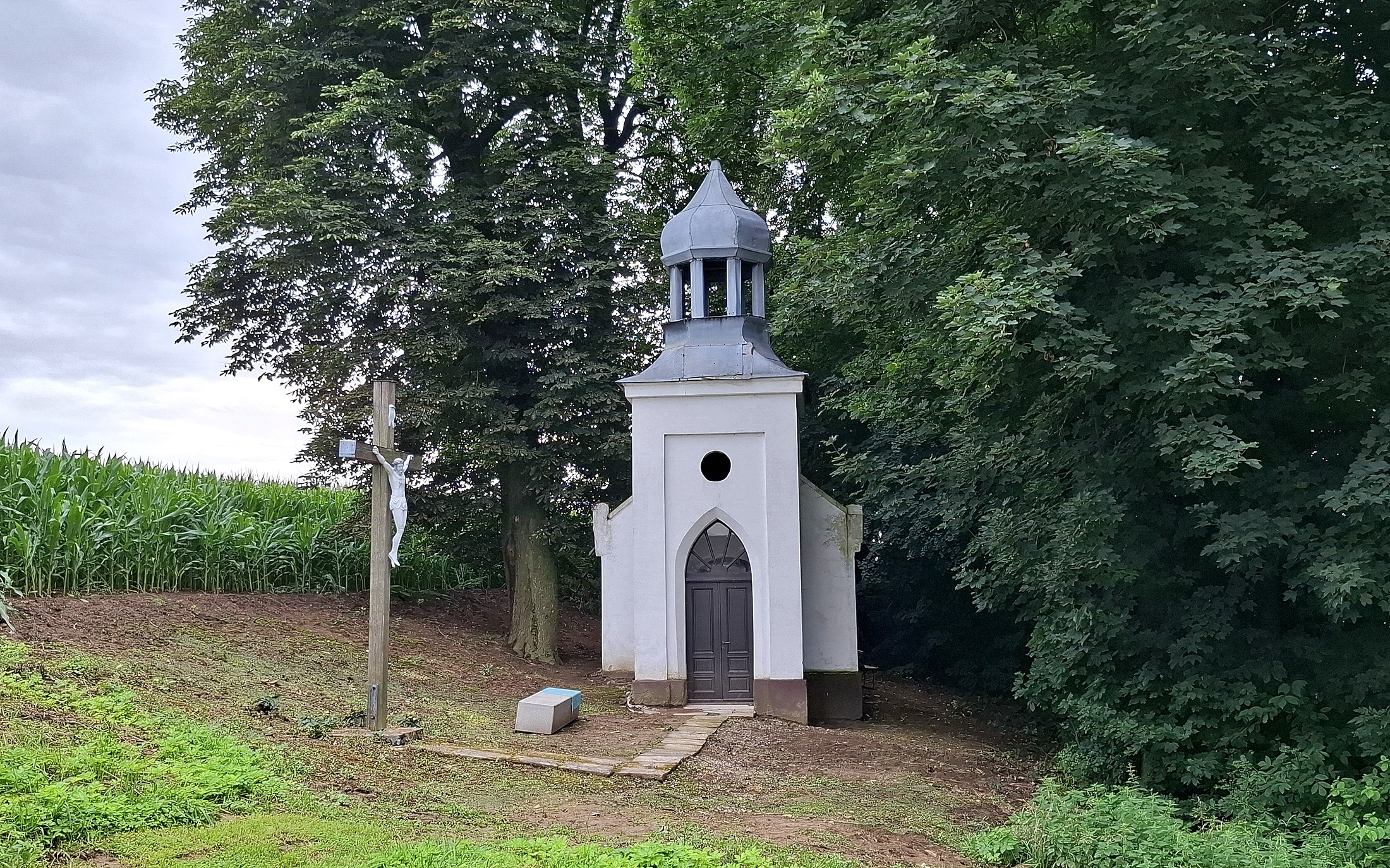
Kapliczka z XVIII w.

Do wojewódzkiego rejestru zabytków wpisane są:
- kapliczka, z XVIII w.
- piec piekarski z 1840 r., przeniesiony do Muzeum Wsi Opolskiej w Opolu[35]

## Transport
Przez Włókna przebiega droga krajowa
- Nysa – Prudnik – granica z Czechami w Trzebinie

Włókna posiadają połączenia autobusowe z Mieszkowicami, Nysą, Piorunkowicami, Prudnikiem, Przydrożem Małym, Ścinawą Małą. W miejscowości znajdują się dwa przystanki autobusowe – „Włókno 01”, „Włókno 02”.